# Úboč
Úboč è un comune della Repubblica Ceca facente parte del distretto di Domažlice, nella regione di Plzeň.
Si trova nella conca idrografica del fiume Berounka- un affluente del fiume Moldava che, a sua volta, è un affluente del fiume Elba; molto vicino alla frontiera tedesca.